# Cheech Marin
Richard Anthony "Cheech" Marin (Los Ángeles, California, 13 de julio de 1946) es un actor y comediante estadounidense, conocido por su papel en el dúo de comedia Cheech y Chong durante los años 1970 y principios de los años 1980. También es conocido por interpretar el personaje protagónico del detective Joe Dominguez en la serie policial Nash Bridges, junto al autor y protagonista de la misma, Don Johnson. Fueron destacados también sus papeles del tío Félix en las películas Spy Kids (partes 1, 2 y 3) o a David Reyes en la serie de televisión Lost.
En 1987 participó en la película Born in East L.A., donde interpretó a un chicano deportado por error a México. Posteriormente participó en varias películas de Robert Rodriguez, como Desperado, Once Upon a Time in Mexico, From Dusk Till Dawn o Machete.

## Filmografía
- 1978 - Up in Smoke - Pedro De Pacas
- 1980 - Next Movie - Cheech/Dwayne 'Red' Mendoza
- 1981 - Nice Dreams - Pedro De Pacas
- 1982 - Things Are Tough All Over - Cheech/Mr.Slyman/Narrador
- 1983 - Still Smokin' - Cheech
- 1983 - Yellowbeard - El Segundo
- 1984 - Cannonball Run II - Tire Store Employee
- 1984 - Cheech & Chong's The Corsican Brothers - Corsican Brother
- 1985 - Get Out of My Room - Cheech/Ian Rotten
- 1985 - After Hours - Neil
- 1986 - Charlie Barnett's Tems of Enrollment - Elvis & Fan
- 1986 - Echo Park - Sid
- 1987 - Born in East L.A. - Rudy
- 1987 - Fatal Beauty - Bartender
- 1988 - Mickey's 60th Birthday - Disney Janitor
- 1988 - Oliver & Company - Tito
- 1989 - Ghostbusters II - Dock Supervisor
- 1989 - Rude Awakening Jesus Monteya
- 1990 - Far Out Man - Cheech
- 1990 - Mother Goose Rock 'n' Rhyme (TV) - Carnival Barker
- 1990 - Another Shrimp on the Barbie - Carlos
- 1991 - Great Performances (TV, 1 episodio) - El Cósmico
- 1992 - FernGully: The Last Rainforest - Stump (voz)
- 1992 - Ring of the Musketeers (TV) - Burt Aramis
- 1992/1993 The Golden Palace (TV, 24 episodios) - Chuy Castillos
- 1993 - Tales from the Crypt (TV, 1 episodio) - Dr. Beneloy
- 1994 - Charlie's Ghost Story - Coronado
- 1994 - The Magic of the Golden Bear: Goldy III - Master Borgia
- 1994 - The Cisco Kid (TV) - Pancho
- 1991/1994 Married with Children (TV, 3 episodios) - Buck's Voice
- 1994 - A Million to Juan - Shell Shock
- 1994 - El rey león - Banzai the Hyena (voz)
- 1994 - Dream On (TV, 1 episodio) - Waiter
- 1995 - Santo Bugito (TV) - Lencho the Flea
- 1995 - The Courtyard (TV) - Angel Steiner
- 1995 - Desperado - Short Bartender
- 1996 - Blazing Dragons (VG) (Voz)
- 1996 - From Dusk Till Dawn - Border Guard/Chet Pussy/Carlos
- 1996 - The Great White Hype - Julio Escobar
- 1996 - Latino Laugh Festival (TV) - Host
- 1996 - Tin Cup - Romeo Posar
- 1996/1998 Tracey Takes On... (TV, 2 episodios) - Carlos
- 1998 - Paulie - Ignacio
- 1998 - It's Tough to be a Bug! - Attraction at Disney's Animal Kingdom
- 1999 - The Nuttiest Nutcracker -  Mac (Voz)
- 2000 - See You in My Dreams - Estaban
- 2000 - Funny Flubs & Screw-Ups V (TV) - Host
- 2000 - The 26th Annual People's Choice Awards (TV) - Host
- 2000 - Luminarias  - Jesus
- 2000 - Picking Up the Pieces - Mayor Machado
- 2000 - Resurrection Blvd. (TV) - Hector Archuletta
- 2000 - South Park (TV) - Carlos Ramirez (Voz)
- 2001 - Spy Kids - Felix Gumm
- 1996/2001 - Nash Bridges (TV) - Inspector Joe Dominguez
- 2002 - Spy Kids 2: The Island of Lost Dreams - Felix Gumm
- 2002 - Roberto Benigni's Pinocchio - The Fox (Voz)
- 2003 - The Ortegas - Henny Ortega
- 2003 - Masked and Anonymous - Prospero
- 2003 - Spy Kids 3-D: Game Over - Felix Gumm
- 2003 - Tracey Ullman in the Trailer Tales (TV)
- 2003 - Once Upon a Time in Mexico - Belini
- 2003 - Good Boy! The Henchmen (Voz)
- 2003 - George Lopez (TV) - Lalo
- 2004 - The Lion King 1½ - Banzai the Hyena (voz)
- 2004 - Christmas with the Kranks - Officer Salino
- 2005 - Sian Ka'an - (Voz)
- 2005 - Judging Amy - Ignacio Messina
- 2005 - Underclassman - Captain Victor Delgado
- 2005 - Kingdom Hearts II - Banzai the Hyena (voz)
- 2006 - Cars - Ramone (voz)
- 2006 - Scarface: The World is Yours - Gaspar Gómez (voz)
- 2007 - The Union: The Business Behind Getting High
- 2007/2009 Lost - David Reyes (El padre de Hurley) Episodios:Tricia Tanaka Is Dead, There's no Place Like Home y The Lie
- 2008 - Mind of Mencia - Gay man's father
- 2008 - Beverly Hills Chihuahua - Manuel (voz)
- 2009 - Expecting a Miracle (TV movie) - Father Arturo
- 2009 - MADtv
- 2009 - Race to Witch Mountain - Auto Mechanic
- 2010 - The Perfect Game - Padre Estaban
- 2010 - Cuentos de Terramar - Hare (voz)
- 2010 - Machete - Padre
- 2010 - WWE Raw (TV)
- 2010 - Hoodwinked 2: Hood vs. Evil - Mad Hog (voz)
- 2011 - Cars 2 - Ramone (voz)
- 2012 - El Santos vs. La Tetona Mendoza - El charro negro (voz)
- 2020 - The War with Grandpa - Danny
- 2023 - Champions - Julio[1]
- 2023 - Una boda explosiva - Robert Rivera
- 2023 - The Long Game - Pollo